# Wings of Bornholm
Wings of Bornholm var et flyselskab fra Bornholm, ejet af svenske Wings of Europe (Sverigeflyg) samt ni virksomheder fra øen. Selskabet startede flyvninger på ruten imellem Bornholms Lufthavn og Københavns Lufthavn den 23. august 2009, men selskabet måtte allerede den 30. april 2010 indstille driften.

## Fly
Selskabet ejede ikke selv fly. Flyvningerne blev varetaget af det svenske flyselskab Avitrans Nordic, og Wings of Bornholm fløj derfor under Avitrans Nordics koder og callsign. Der blev benyttet et 33-sæders Saab 340 fly til flyvningerne.

## Ejere
Udover svenske Wings of Europe havde følgende bornholmske virksomheder andel i selskabet:
Bornholmstrafikken, Bornholms Brandforsikring, Bornholms Tidende, Espersen, Ocean Prawn, Thor Gunnar Kofoed, Bech-Hansen & Studsgaard, Ole Holm Transport og Baltic Air Service.